# Илинска планина
Илинската, още Пространската планина или Илинска Бигла (на македонска литературна норма: Илинска, Пространска Планина), е средновисока планина в югозападната част на Северна Македония, с динарска посока СЗ - ЮИ.. Най-високи върхове са Лиска (1909 m), Арбит (1885 m) и Старец (1577 m).
Намира се между котловината Дебърца на запад, долината на реката Треска на север, Демир Хисар и долината на Белишката река на изток. Носи името на селата Големо и Мало Илино или Простране. На югоизток продължава в Плакенската планина. На Илинската планина са изворите на Мраморската и Белишката река. Геоложкият състав е палеозойски кристалести шисти и триаски варовици. Планинските склонове са гористи, а високите дялове – планински пасища.